# Enginyeria geotècnica
L'enginyeria geotècnica és la disciplina que estudia les propietats dels materials de la terra en relació amb els projectes d'enginyeria. Els enginyers geotècnics investiguen les propietats del terreny i de les roques d'un lloc per determinar-ne les propietats i la manera en què interaccionarien amb la construcció proposada. L'enginyer geotècnic determina i dissenya els tipus de fonaments, calçades i paviments que calen per la construcció de les estructures dels edificis que s'hi construiran.
Els enginyers geotècnics dissenyen els fonaments per les estructures dels gratacels, ponts, edificis comercials i també per altres estructures més petites en què les condicions del terreny no permeten un disseny predeterminat. També dissenyen les estructures que es construeixen a partir de les roques o perforant el terreny, com ara els túnels, les preses i els canals.
Els enginyers geotècnics també han d'avaluar el risc per als humans, les propietats i el medi ambient, de les calamitats naturals com ara els terratrèmols, devessalls, la liquidació del terreny, etc. La disciplina de l'enginyeria geotècnica també s'aplica en la construcció de plataformes marines.

## Tipus de plataformes marines
- Fitxa- De 100 m a 250 m de profundidat.
- Flotant- De 600 m a 1600 m de profundidat.
- Vaixell de perforació- Pot assolir fins als 3.000 m de profundidat. Un exemple clar de vaixell de perforació el tenim en el "Glomar Challenger" que opera habitualment al Golf de Mèxic. La seva missió és extreure petroli per estudis científics que arriba als 3.000 metres de profundidat.

## La Barrena de Perforació
En 1909 apareix la barrena amb uns cons giratoris i es fabriquen amb dues, tres o quatre cons. Hi ha un grup de gran diàmetre que va des de 610 fins a 1.080 mm amb sis tipus intermedis. El pes pot variar entre les 1.000 i 1.500 kg.
La barrera gira i perfora la roca amb les seves dents d'acer de diamants. Després un tub dins l'interior utilitzarà el fang de la perforació per lubricar i refrigerar la barrena. A propòsit d'això, s'equilibra la pressió que exerceix el petroli o l'aigua i neteja la barrera de petits fragments de la roca. Si hi ha prou pressió interna al perforar la borsa, el crud pujarà pel tub, si no, s'utilitzarà una bomba per succionar-lo.